# مرگ یک تفنگچی
مرگ یک تفنگچی (به انگلیسی: Death of a Gunfighter) فیلمی آمریکایی در ژانر وسترن محصول سال ۱۹۶۹ است که به کارگردانی رابرت توتن و دان سیگل ساخته شده‌است. در این فیلم ریچارد ویدمارک و لینا هورن نقش‌آفرینی می‌کنند و موسیقی متن آن را الیور نلسون ساخته‌است. موضوع اصلی فیلم، «پایان غرب وحشی» و برخورد میان شخصیتی سنت‌گرا با سیاست‌ها و الزامات جامعهٔ نوین است. کارگردانی فیلم به «آلن اسمیتی» نسبت داده شده‌است، نام مستعاری که پس از این فیلم، برای کارگردانانی که نمی‌خواهند نامشان در عنوان فیلم ذکر شود، به‌کار گرفته شد.

## داستان
در شهر «کاتن‌وود اسپرینگز» در ایالت تگزاس و در آغاز قرن بیستم، کلانتر «فرانک پچ» مرد قانون سبک غرب وحشی است که در شهری زندگی می‌کند که می‌خواهد از گذشتهٔ خشن خود فاصله بگیرد و وارد دوران نوین شود. وقتی پچ به‌دلیل دفاع از خود مردی مست به‌نام «لوک میلز» را می‌کشد، شورای شهر تصمیم می‌گیرد که وقت بازنشستگی کلانتر فرارسیده تا بتوانند نیروی پلیسی امروزی برای شهر ایجاد کنند. اما پچ سر باز می‌زند و یادآوری می‌کند که هنگام پذیرش این شغل توافق شده بود که تا هر وقت بخواهد، در این سمت بماند – و او هنوز می‌خواهد در این شغل بماند.
شورای شهر که از شخصیت خشونت‌بار پچ و همچنین دانستن او از گذشتهٔ تاریکشان در دوران بی‌قانونی وحشت دارند، از کلانتر شهرستان که شاگرد و دوست قدیمی پچ است، می‌خواهند که او را از کار برکنار کند. پچ با این تلاش مقابله می‌کند و کلانتر شهرستان نیز عقب‌نشینی کرده و از درگیری کناره‌گیری می‌کند. این وضعیت باعث می‌شود برخی از اعضای تندروی شورا به فکر کشتن پچ بیفتند.
پچ پیش‌تر یکی از اعضای شورا به‌نام «اندرو آکسی» – وکیل بزدلی – را در جلسه‌ای غیررسمی با سیلی تحقیر کرده بود. آکسی که از اینکه پسر بزرگش شاهد این صحنه بوده، خجالت‌زده است، تصمیم می‌گیرد پچ را در کمین بکشد، اما وقتی پچ او را در اتاقی گیر می‌اندازد، آکسی به‌جای روبه‌رو شدن با کلانتر، خودش را می‌کشد. پسر او که از این اتفاق خشمگین شده، با تحریک برخی از اعضای شورا، سوگند به انتقام می‌خورد. شورا نیز این را فرصتی برای خلاص‌شدن از کلانتر می‌بیند و نقشهٔ کمین و قتل او را می‌کشند.
پچ که می‌داند احتمال کشته‌شدنش زیاد است، با «کلر»، دوست‌دختر قدیمی‌اش که رئیس روسپی‌خانهٔ شهر است، ازدواج می‌کند. ازدواج درست در روز تشییع جنازهٔ لوک میلز انجام می‌شود؛ روزی که شورا برای اجرای نقشهٔ قتل برنامه‌ریزی کرده است. «ویل»، پسر مرد کشته‌شده، از نقشه جدا می‌شود و تصمیم می‌گیرد خودش به‌تنهایی پچ را بکشد، اما در درگیری، پچ او را به‌شدت زخمی می‌کند. پچ به جوان در حال مرگ توضیح می‌دهد که پدر واقعی‌اش سال‌ها پیش با شلیک از پشت مردی را کشته بود و پچ برای حفظ ظاهر، موضوع را مخفی کرد، چون قاتل قبول کرده بود پسر مقتول را به‌عنوان فرزند خود بزرگ کند.
سپس پچ به دنبال یکی از تحریک‌کنندگان اصلی توطئه، «لاک»، صاحب بدبین و بدذات یک سالن می‌رود. او را زخمی می‌کند، دستگیر کرده و به زندان می‌اندازد، اما تصمیم می‌گیرد بار دیگر برای مواجهه با شورای شهر بیرون برود – احتمالاً با آگاهی از اینکه ممکن است کشته شود. پس از توقفی کوتاه در کلیسا، در خیابان اصلی شهر، توسط چند تفنگدار که بر پشت‌بام‌ها کمین کرده‌اند، به ضرب گلوله کشته می‌شود. همان شب، کلر را می‌بینیم که شهر را با قطار ترک می‌کند.
فرانک (ریچارد ویدمارک) کلانتر یک شهر کوچک فاسد است که جلو کارهای خلاف اهالی آنجا را گرفته‌است. حال همه روستا یکپارچه شده‌اند تا او را از کار …

## بازیگران
- ریچارد ویدمارک در نقش فرانک پچ
- لنا هورن در نقش کلر کوئینتانا
- کرول اوکانر در نقش لستر لاک
- جاکلین اسکات در نقش لوری میلز
- جان ساکسون در نقش ترینیداد
- داب تیلور
- دارلین کار در نقش هیلدا
- دیوید اپاتوشو در نقش ادوارد روزنبلوم
- کنت اسمیت در نقش اندرو آکسلی
- مورگان وودوارد در نقش ایوان استانک
- رویال دانو نقش آرک برانت
- جیمی لایدن در نقش لوک میلز
- ویکتور فرنچ در نقش فیل میلر
- هریت وایت